# Juan Carlos Luces
Juan Carlos Luces (14 de mayo de 1971, Caracas, Venezuela) es un cantante y compositor de padre brasileño y madre venezolana. Trabajó como compositor para la compañía Paramount Pictures Famous Music Group, y ha grabado tres álbumes: Juan Carlos Luces (2006), Tengo (2008) y A Mi Tierra (2010). Sus sencillos más conocidos han sido «Tengo, «La suegra» y «Gol», canción oficial de la Copa América 2007.
Fue galardonado en los Premios Grammy Latinos de 2018 como "Mejor canción tropical" por su colaboración compositiva en «Quiero tiempo», interpretada por Víctor Manuelle y Juan Luis Guerra.

## Trayectoria
Entre los 10 años y 11 años de edad, estudió teoría y solfeo en Brasil. Después, a los 15 años, cursó clases de música en el Centro Musiyama. Mientras estudiaba en el liceo se dio cuenta de que podía cantar. Allí, formó parte de una estudiantina en la que tocó contrabajo en eventos en el interior del país. Un día ofreció una serenata frente a una residencia estudiantil y afirma que en ese momento descubrió que podía cantar.
A los 18 años de edad entró como tecladista al Circo Nacional de Italia Orlando Orfei, con el que viajó durante ocho años por países como Chile, Brasil, Argentina, Perú y Colombia, donde conoció a su primera esposa.
Su carrera profesional comenzó en el año 2002 cuando fue contratado por Paramount Picture Famous Music a fin de que compusiera canciones para varios artistas, entre ellos el grupo Urbanda. Después logró producir en Miami el álbum Tengo, integrado por 10 canciones.
En 2007, compuso e interpretó la canción oficial de la Copa América 2007 realizada en Venezuela, con el tema «Gol», considerada como las mejores canciones realizadas para la competición.
En 2018, recibió una nominación a los Premios Grammy Latinos por la canción «Quiero tiempo» que interpretaba Víctor Manuelle y Juan Luis Guerra. Finalmente, fue el galardonado en dicha categoría. Sus últimos proyectos musicales han sido los sencillos «Somos venezolanos», «Yo te quiero» y «Mi sueño».

## Discografía
- Juan Carlos Luces (2006)
- Tengo (2008)
- A Mi Tierra (2010)

## Premios y nominaciones
| Año  | Premio                 | Categoría              | Trabajo nominado                                      | Resultado | Ref.   |
| ---- | ---------------------- | ---------------------- | ----------------------------------------------------- | --------- | ------ |
| 2018 | Premios Grammy Latinos | Mejor canción tropical | «Quiero tiempo» de Víctor Manuelle y Juan Luis Guerra | Ganador   | [ 14 ] |